# Vilis Olavs
Vilis Olavs, pseudonimo di Vilis Plute (Bauska, 18 maggio 1867 – Vyborg, 29 marzo 1917), è stato un politico lettone.
Fu redattore del Giornale di Pietroburgo dal 1901 al 1902, de La Voce dal 1904 al 1906 e direttore de La terra baltica dal 1916 al 1917.
Fu più volte imprigionato dagli zaristi.